# Jonathan R. Scott
Jonathan R. Scott (* 1973 in England) ist ein britischer Schauspieler.

## Leben
Scott hatte nur eine kurze Karriere. 1988 bekam er einer der Hauptrollen in der BBC-Trilogie der Chroniken von Narnia. Im letzten Film der Trilogie ist Scott aber nicht mehr zu sehen. In den ersten beiden Filmen spielte er Edmund Pevensie.
1991 spielte er eine Folge in Agatha Christie’s Poirot mit. Sein letztes Engagement war 1993 in der TV-Serie The Bill, in der er in einer Folge zu sehen war.

## Filmografie
- 1988: Die Chroniken von Narnia: Der König von Narnia (The Lion, the Witch and the Wardrobe)
- 1989: Die Chroniken von Narnia: Prinz Kaspian & Die Reise auf der Morgenröte (Prince Caspian and the Voyage of the Dawn Treader)
- 1991: Agatha Christie’s Poirot(1 Folge)
- 1993: The Bill (1 Folge)